# Poliobotys
Poliobotys és un gènere monotípic d'arnes de la família Crambidae descrita per J.C. Shaffer i Eugene G. Munroe el 2007. S'ha trobat a Àsia (Reunió, Austràlia, Hong Kong) i Àfrica (Kenya, Senegal, Sud-àfrica).

## Subspècies
- Poliobotys ablactalis ablactalis
- Poliobotys ablactalis borbonica (Guillermet, 2008) (Reunió)